# Chiesa di San Giovanni (Barumini)
La chiesa di San Giovanni è un edificio religioso situato a Barumini, un centro abitato della Marmilla, nella Sardegna centrale.

## Storia e descrizione
Probabilmente la struttura, di lunghezza 9 m, di larghezza 8 m e di altezza della facciata 4,5 m, risale ai primi anni del XIV secolo e per mezzo di una pergamena incastonata in una cornice d'argento - trovata nel 1909 sotto l'ara rustica - si è scoperto che la chiesa fu consacrata nel 1316 dal vescovo pisano di Usellus, Roberto Drago. 
La chiesa ha due navate: la navata più antica, situata nell'ingresso a destra, presenta una porta racchiusa in un arco a sesto acuto e ivi era sito un altare, dove venne ritrovata la pergamena del XIII secolo; l'altra navata, situata nell'ingresso a sinistra, presenta una porta racchiusa da un arco a tutto sesto, creando un forte contrasto visivo e strutturale con il precedente, risale invece al XV secolo. Vi era eretta, in spagnolo, la cosiddetta confraternita della buena muerte o "di San Giovanni decollato". 
La sagrestia fu aggiunta in seguito e si usò lo spazio circostante alla chiesa come cimitero fino al fino al secolo scorso. Nel 1903 fu riparata infelicemente chiudendo alcune porte e la conca delle absidi. L'ultima tavola di un retablo a tempera del XVI secolo fu ridipinta nel 1762 dal decoratore cagliaritano Antonio Barageno.
Anticamente la chiesa consisteva in una sala rettangolare con due ingressi e due navate separate da una fila di pilastri (un pilastro reggente i due archi) e una coppia di absidi con finestrini agganciati. Il portone ad archivolto con conci a cuneo è decorato con sagomatura a listelli e cavetti e il tipo planimetrico è conforme a uno schema di chiesa provenzale introdotto in Sardegna dai vittoriani di Marsiglia, e diffusosi a partire dall'XI secolo in tempi successivi in tutta l'isola. La forma attuale si ottenne con due archivolti poggianti su un pilastro mediano in calcare monolitico o capitello, e su due serie di pilastri poggianti alle pareti.
Dei restauri del XVII e XVIII secolo rimangono le mensole dei travetti di ginepro e pino intagliati, uno in forma umana e gli altri in parte zooformi. Nella nicchia centrale vi era la statua di San Michele in legno intagliato e policromato, opera del XVII secolo ridipinta nel 1754 da Francesco Casanova, pittore nel 1734.